# Acanthagrion dichrostigma
Acanthagrion dichrostigma är en trollsländeart som beskrevs av De Marmels 1985. Acanthagrion dichrostigma ingår i släktet Acanthagrion och familjen dammflicksländor. Inga underarter finns listade i Catalogue of Life.